# Raymond Fellay
Raymond Fellay (n. 16 ianuarie 1932, Cantonul Valais, Elveția – d. 29 mai 1994, Sion, Cantonul Valais, Elveția) a fost un schior alpin elvețian, medaliat olimpic. A participat la o ediție a Jocurilor Olimpice (1956) în care a câștigat o medalie de argint.

## Participări
Lista de mai jos prezintă principalele competiții la care a participat Raymond Fellay de-a lungul carierei.
- Sci alpino ai VII Giochi olimpici invernali - Discesa libera maschile[*]